# Recopa Sudamericana
A Recopa Sudamericana (portugálul: Recopa Sul-Americana) egy  a CONMEBOL által kiírt labdarúgó-kupadöntő, amit 1988 óta minden évben megrendeznek.
A döntőben a Copa Libertadores és a Copa Sudamericana győztesei találkoznak. Általában oda-visszavágós alapon döntenek a kupa sorsáról.
A jelenlegi kupagyőztes az argentin River Plate, míg a legsikeresebb csapat a szintén argentin Boca Juniors, 4 győzelemmel.

## Kupadöntők
| Év               | Dátum és helyszín                                                                                                 | Döntő                    | Döntő                                | Döntő                    |
| Év               | Dátum és helyszín                                                                                                 | Bajnok                   | Eredmény                             | 2. helyezett             |
| ---------------- | --- | ------------------------ | ------------------------------------ | ------------------------ |
| 1989 (Részletek) | Odavágó: Montevideo, Uruguay (1989. január 31.) Visszavágó: Buenos Aires, Argentína (1989. február 6.)            | Nacional                 | 1 - 0 0 - 0 Összesítésben 1 - 0      | Racing Club              |
| 1990 (Részletek) | Miami, FL, USA (1990. március 17.)                                                                                | Boca Juniors             | 1 - 0                                | Atlético Nacional        |
| 1991             | | Olimpia                  | Olimpia                              | Olimpia                  |
| 1992 (Részletek) | Kóbe, Japán (1992. április 19.)                                                                                   | Colo-Colo                | 0 - 0 (Büntetőkkel) 5 - 4            | Cruzeiro                 |
| 1993 (Részletek) | Odavágó: São Paulo, Brazília (1993. szeptember 22.) Visszavágó: Belo Horizonte, Brazília (1993. szeptember 29.)   | São Paulo                | 0 - 0 (Büntetőkkel) 4 - 2            | Cruzeiro                 |
| 1994 (Részletek) | Kóbe, Japán (1994. április 3.)                                                                                    | São Paulo                | 3 - 1                                | Botafogo                 |
| 1995 (Részletek) | Tokió, Japán (1995. április 9.)                                                                                   | Independiente            | 1 - 0                                | Vélez Sarsfield          |
| 1996 (Részletek) | Kóbe, Japán (1996. április 7.)                                                                                    | Grêmio                   | 4 - 1                                | Independiente            |
| 1997 (Részletek) | Tokió, Japán (1997. április 13.)                                                                                  | Vélez Sarsfield          | 1 - 1 (Büntetőkkel) 4 - 2            | River Plate              |
| 1998 (Részletek) | Odavágó: Belo Horizonte, Brazília (1999. augusztus 3.) Visszavágó: Buenos Aires, Argentína (1999. szeptember 23.) | Cruzeiro                 | 2 - 0 3 - 0 Összesítésben 5 - 0      | River Plate              |
| 1999-2002        | Nem került megrendezésre                                                                                          | Nem került megrendezésre | Nem került megrendezésre             | Nem került megrendezésre |
| 2003 (Részletek) | Los Angeles, CA, USA (2003. december 7.)                                                                          | Olimpia                  | 2 - 0                                | San Lorenzo              |
| 2004 (Részletek) | Fort Lauderdale, FL, USA (2004. szeptember 7.)                                                                    | Cienciano                | 1 - 1 (Büntetőkkel) 4 - 2            | Boca Juniors             |
| 2005 (Részletek) | Odavágó: Buenos Aires, Argentína (2005. augusztus 24.) Visszavágó: Manizales, Kolumbia (2005. augusztus 31.)      | Boca Juniors             | 3 - 1 1 - 2 Összesítésben 4 - 3      | Once Caldas              |
| 2006 (Részletek) | Odavágó: Buenos Aires, Argentína (2006. szeptember 7.) Visszavágó: São Paulo, Brazília (14 settembre 2006)        | Boca Juniors             | 2 - 1 2 - 2 Összesítésben 4 - 3      | São Paulo                |
| 2007 (Részletek) | Odavágó: Pachuca, Mexikó (2007. május 31.) Visszavágó: Porto Alegre, Brazília (2007. június 7.)                   | Internacional            | 1 - 2 4 - 0 Összesítésben 5 - 2      | Pachuca                  |
| 2008 (Részletek) | Odavágó: Avellaneda, Argentína (2008. augusztus 13.) Visszavágó: Buenos Aires, Argentína (2008. augusztus 27.)    | Boca Juniors             | 3 - 1 2 - 2 Összesítésben 5 - 3      | Arsenal                  |
| 2009 (Részletek) | Odavágó: Porto Alegre, Brazília (2009. június 25.) Visszavágó: Quito, Ecuador (2009. július 9.)                   | LDU Quito                | 1 - 0 3 - 0 Összesítésben 4 - 0      | Internacional            |
| 2010 (Részletek) | Odavágó: Quito, Ecuador (2010. augusztus 25.) Visszavágó: Quilmes, Argentína (2010. szeptember 8.)                | LDU Quito                | 2 - 1 0 - 0 Összesítésben 2 - 1      | Estudiantes              |
| 2011 (Részletek) | Odavágó: Avellaneda, Argentína (2011. augusztus 10.) Visszavágó: Porto Alegre, Brazília (2011. augusztus 24.)     | Internacional            | 1 - 2 3 - 1 Összesítésben 4 - 3      | Independiente            |
| 2012 (Részletek) | Odavágó: Santiago, Chile (2012. augusztus 22.) Visszavágó: São Paulo, Brazília (2012. szeptember 26.)             | Santos                   | 0 - 0 2 - 0 Összesítésben 2 - 0      | Universidad de Chile     |
| 2013 (Részletek) | Odavágó: São Paulo, Brazília (2013. július 3.) Visszavágó: São Paulo, Brazília (2013. július 17.)                 | Corinthians              | 2 - 1 2 - 0 Összesítésben 4 - 1      | São Paulo                |
| 2014 (Részletek) | Odavágó: Lanús, Argentína (2014. július 17.) Visszavágó: Belo Horizonte, Brazília (2014. július 24.)              | Atlético Mineiro         | 1 - 0 4 - 3 h.u. Összesítésben 5 - 3 | Lanús                    |
| 2015 (Részletek) | Odavágó: Buenos Aires, Argentína (2015. február 6.) Visszavágó: Buenos Aires, Argentína (2015. február 11.)       | River Plate              | 1 - 0 >Összesítésben 2 - 0           | San Lorenzo              |

## Klubonként
| Csapat               | Győzelmek | Második hely |
| -------------------- | --------- | ------------ |
| Boca Juniors         | 4         | 1            |
| São Paulo            | 2         | 2            |
| Internacional        | 2         | 1            |
| LDU Quito            | 2         | —            |
| Olimpia              | 2         | —            |
| Cruzeiro             | 1         | 2            |
| Independiente        | 1         | 2            |
| River Plate          | 1         | 2            |
| Vélez Sarsfield      | 1         | 1            |
| Cienciano            | 1         | —            |
| Colo-Colo            | 1         | —            |
| Grêmio               | 1         | —            |
| Nacional             | 1         | —            |
| Santos               | 1         | —            |
| Corinthians          | 1         | —            |
| Atlético Mineiro     | 1         | —            |
| San Lorenzo          | —         | 2            |
| Arsenal              | —         | 1            |
| Botafogo             | —         | 1            |
| Estudiantes          | —         | 1            |
| Atlético Nacional    | —         | 1            |
| Once Caldas          | —         | 1            |
| Pachuca              | —         | 1            |
| Racing Club          | —         | 1            |
| Universidad de Chile | —         | 1            |
| Lanús                | —         | 1            |

## Országonként
| Ország    | Győzelmek száma | Második hely |
| --------- | --------------- | ------------ |
| Brazília  | 9               | 6            |
| Argentína | 7               | 12           |
| Ecuador   | 2               | —            |
| Paraguay  | 2               | —            |
| Chile     | 1               | 1            |
| Peru      | 1               | —            |
| Uruguay   | 1               | —            |
| Kolumbia  | —               | 2            |
| Mexikó    | —               | 1            |